# Giovanni Antonio Viperano
Giovanni Antonio Viperano (Mesina 1535 - Giovinazzo, 23 de marzo de 1610) fue un filósofo, historiador y poeta italiano, además de obispo católico. Es autor de un De Poetica libri tres (Antverpiæ, Christophe Plantin, 1579) en el que se inspiró al poeta francés Pierre de Laudun d'Aigaliers.

## Biografía
Nacido en Messina en 1535, sus padres, Nicola Viperano y Francesca Armaleo, procuraron darle una buena educación, teniendo la suerte de encontrar en su padre un maestro hábil, y modelo de todas las virtudes cristianas en el Colegio Mamertino de los jesuitas en Mesina. Tenía otros tres hermanos: Pietro, Giusseppe y Gaspare.
Habiendo tomado el hábito eclesiástico, realizó sus cursos de filosofía y teología y en 1549 fue admitido en la Compañía de Jesús por Girolamo Nadal con la aprobación de Ignacio de Loyola. En 1553 se traslada al continente para emprender una labor docente en el colegio jesuita de Gubbio y un año después en Perugia, donde también enseñó en la universidad.
Su talento para el púlpito pronto extendió su reputación y le ganó la benevolencia del cardenal de Granvelle, entonces virrey en Nápoles. 
En un viaje a España (1565-1566), recibió una buena acogida del rey Felipe II, que le invistió con el doble título de su capellán y su historiógrafo. Poco después dejó la Compañía de Jesús y regreso a Sicilia, fue nombrado Cantor de la Capilla Real de Palermo; en 1587 obtuvo una canonjía del capítulo de Agrigento, y al año siguiente el obispado de Giovinazzo en Puglia a propuesta de Felipe II. 
Desde 1589 gobernó su diócesis, durante veintiún años, y murió en el mes de marzo de 1610, a una edad avanzada. Sus restos fueron enterrados en una capilla de su catedral, donde su sucesor hizo erigir una tumba para él decorada con un epitafio honorífico.

## Obras
Las principales obras de Viperano son:
- De bello melitensi historia, Pérouse, 1567, in-4°.
- De scribenda historia liber, Anvers, 1569, in-8°.
- De rege et regno liber, Anvers, 1569, in-8°.
- De scribendis virorum illustrium vitis, Pérouse, 1570, in-8°.
- De summo bono libri V, Naples, 1575, in-8°.
- De poetica libri tres, Anvers, 1579, in-8°.
- De componenda oratione libri tres, ibid., 1581, in-8°.
- De ratione docendi liber, Rome, 1588, in-8°.
- De divina providentia libri tres, ibid., 1588, in-8°.
- De virtute libri IV, Naples, 1592, in-4°.
- Poemata, ibid., 1593, in-8°.

Se recopilaron las Obras de Viperano, Nápoles, 1606, 3 vols. en-fol. El primer volumen contiene las obras relativas a la elocuencia, la historia y la poesía; el segundo, los relativos a las ciencias naturales; y el tercero, tratados de moral y teología. Esta colección es muy rara. Una lista más extensa de los escritos de Viperano se puede encontrar en la Biblioth. sicula de Mongitore, I, 321, y en las Memorias de Niceron, XXV, 198.